# Kevermes
Kevermes nagyközség Békés vármegye Mezőkovácsházai járásában.

## Fekvése
Az ország és egyben a vármegye délkeleti szélén, a magyar-román országhatár mellett terül el. Szomszédai: északkelet felől Lőkösháza – amely egyben a legközelebbi település is –, dél felől Dombegyház, délnyugat felől Kisdombegyház, nyugat felől Dombiratos, északnyugat felől pedig Nagykamarás. Délkelet felől a romániai Kürtöshöz és Kisiratoshoz tartozó külterületek határolják.

### Megközelítése
A települést, Békés vármegye nagy részéhez hasonlóan elkerülik a főútvonalak, közúton Gyula és Elek, illetve Battonya felől is csak a 4444-es számú mellékúton érhető el. Orosházával – Medgyesegyháza és Nagykamarás érintésével – a 4429-es út köti össze, illetve áthalad a közigazgatási területén a Lőkösháza-Kunágota közti 4438-as út is. Déli határszélén a 44 143-as számú mellékút húzódik a 4444-es úttól egészen az államhatárig.
Régebben a település vasúton is megközelíthető volt, mivel a mintegy 5 kilométerre található Lőkösháza vasútállomástól egy rövidke keskeny nyomtávú vasútvonal vezetett idáig, ezt azonban már régen megszüntették.

## Története
A község déli részénél végzett ásatások alapján a környéket már a bronzkorban is lakhatták, ezt alátámasztják az 1962 őszén földből előkerült bronzkori edénytöredékek. A szarmaták településeinek nyomai behálózzák a belterületeket és a környező határt.
1964 tavaszán az 1. sz. Sóderbánya területén homokot lapátoló diákok avar sírra bukkantak, mely igen értékes leleteket tartalmazott, amelyek alapján szakértők megállapították, hogy vélhetően kora-avar női sírra bukkanhattak.
1989. július 21-30-ig Medgyesi Pál (a békéscsabai Munkácsy Mihály Múzeum régésze) ásatásokat végzett a "Kevermes-Bakófenék" lelőhelyen, mely a községtől északkeletre található. A feltárás során késő avar kori kemencét és munkagödrét, árokrendszert, valamint egy őskori tűzhely maradványait tárták fel a régész jelentése szerint. A leletek gyakorisága alapján megállapították, hogy a terület a honfoglalás korában is éppen annyira lakottnak bizonyulhatott, mint a szarmaták idejében.
Magyar középkorból származó lelet (1000-1526) csak a Barta-halomból került elő, valamint csatornaásás közben a Déli utca mellett 1942-43-ban, a Búzási-dombban 1964-ben és a község keleti szélén termelőszövetkezeti építkezések közben.
Az első falu, melyről hivatalos információk léteznek a mai Kevermestől északnyugatra fekvő, már említett Barta-halom körül helyezkedett el. A török megszállás idején a törökök Kevermest az aradi náhjéba osztották be, és 1557-58-ban összeírták a lakosságot, majd évek múlva 1596-ban a török-tatár csapatok a környező településekkel együtt elpusztították. A lakosság vagy elmenekült vagy rabságba hurcolták, vagy meghalt. Ezután több mint 200 évig az egész környék lényegében kihalt puszta volt.
Később a XVIII. században I. József Tököly Jánosnak adományozta Iratos helységet, valamint a kevermesi és vizesi birtokot, s ezzel a "Kevermesi és Vizesi" előnevet is. A Tököly-család 1815-ben dohánykertészekkel telepítették újjá a falut, így 1794-ben 15-en lakták a falut, 6 római katolikus és 9 görög szertartású hívő. 1800-ban, s az azt követő években is csak néhány család élt ezen a területen. Az első valós telepítések ezen a vidéken lényegében 1813-ban kezdődtek, amikor az 1806-ban Napóleon által elrendelt kontinentális zárlat miatt az amerikai dohány nem juthatott el Európába, s a szükséglet fedezésére dohányültetvényeket kellett létesíteni. Mivel a dohánytermesztés jövedelmezőnek bizonyult, a vidék földesurai és bérlői egyre szorgalmazták a telepítéseket. A telepítés gyakran hirdetésre, meghívásra történt, az események ezután gyorsan peregtek, Kevermes számára az 1815-ös év bizonyult döntőnek.
1815-ben a telepítés már olyan nagy arányú volt, hogy a lakosság száma már megközelítette az 1500-at. (Néhány nincstelen napszámos család valószínűsíthetően a maga készített verem-lakásokban élhetett, hiszen a terület ekkor még szinte egyenlő volt a puszta földdel, kevés építmény volt ekkor még létesítve.)
A letelepült családok leginkább dohánykertészek ("gányók") voltak, akik a földesúrral szerződéses viszonyban álltak (innen a község akkori neve: "Kevermesi kertezség").
1816-ban Kevermes már egy rendes kis községnek látszott, egyenes, rendezett utcabeosztásokkal. A község eredetileg három, egymástól elég távol eső, hosszú párhuzamos utcából állt, melyeket közepén egy keresztutca szelt át. Az északi utca a Palócz utca volt (később Tököly Sebők, majd gróf Széchenyi István), a déli a Makói utca (később Déli és Makói utca, ma már ismét Déli és Alkotmány utca) középen pedig a Középső utca helyezkedett el (később Dalacsi, ma Battonyai).

### Templomépítés
Az új község húsz éven keresztül templom és plébános nélkül élt, Kevermes ekkor még, mint leányegyház 1819-ig Elekhez, majd 1835-ig az Arad vármegyei Szentmártonhoz tartozott. Mígnem Tököly Péter főispáni helytartó vállalta a római katolikus plébánia alapítását.
A község első plébánosa kegyúri bemutatás alapján Mikosevics József temesgyarmati káplán lett. A plébánialak felépítését a Boldogságos Szűz Mária születése tiszteletére felajánlott (új) templom építése követte. 
Az új templomot 1835. szeptember 20-án Róka József makói esperes-plébános szentelte fel. Ebből fakadóan volt és van minden év szeptember 8-án a római katolikus egyház szerint "Kisboldogasszony" ünnepén a kevermesi templombúcsú.
Az említett templom később összedőlt, a jelenlegi, az előző helyén 1848-ban épült fel.
Ezt követően szorgalmazták egy iskola építését is, így került sor 1836-ban a község akkor még egytantermes iskolájának felépítésére, közvetlenül a templom szomszédságában.

## Közélete

### Polgármesterei
- 1990–1994: Domsik Jánosné (független)[5]
- 1994–1998: Domsik Jánosné (MSZP)[6]
- 1998–2002: Bugyi Ferenc (független)[7]
- 2002–2006: Bugyi Ferenc (MSZP-MP)[8]
- 2006–2010: Bugyi Ferenc (független)[9]
- 2010–2011: Bugyi Ferenc (független)[10]
- 2011–2014: Lantos Zoltán (független)[11]
- 2014–2019: Lantos Zoltán (Fidesz-KDNP)[12]
- 2019–2024: Lantos Zoltán (Fidesz-KDNP)[13]
- 2024– : Lantos Zoltán (Fidesz-KDNP)[1]

A településen 2011. december 11-én időközi polgármester-választást tartottak, az előző polgármester lemondása miatt.

### A Kevermesi Közös Önkormányzati Hivatal
A Kevermesi Közös Önkormányzati Hivatal jegyzője Recskiné Molnár Éva. A Kevermesi Közös Önkormányzati Hivatalhoz tartozik Dombegyház és Kisdombegyház.

## Oktatás, kultúra
A községben általános iskola és művelődési ház található

## Népesség
A település népességének változása:
| Lakosok száma | 2075 | 2043 | 2049 | 1760 | 1611 | 1634 | 1611 |
|               | 2013 | 2014 | 2015 | 2021 | 2022 | 2023 | 2024 |

2001-ben a település lakosságának 95%-a magyar, 4%-a cigány és 1%-a egyéb (főleg román és német) nemzetiségűnek vallotta magát.
A 2011-es népszámlálás során a lakosok 85,9%-a magyarnak, 9,8% cigánynak, 0,3% németnek, 1,3% románnak mondta magát (13,9% nem nyilatkozott; a kettős identitások miatt a végösszeg nagyobb lehet 100%-nál). A vallási megoszlás a következő volt: római katolikus 51,7%, református 2,7%, evangélikus 0,8%, görögkatolikus 0,4%, felekezeten kívüli 18,5% (21,8% nem nyilatkozott).
2022-ben a lakosság 89,1%-a vallotta magát magyarnak, 8,9% cigánynak, 1,7% románnak, 0,2% németnek, 0,1-0,1% görögnek, bolgárnak és szlováknak, 1% egyéb, nem hazai nemzetiségűnek (10,5% nem nyilatkozott; a kettős identitások miatt a végösszeg nagyobb lehet 100%-nál). Vallásuk szerint 43,9% volt római katolikus, 2% református, 0,5% ortodox, 0,5% görög katolikus, 0,2% evangélikus, 1,2% egyéb keresztény, 1,1% egyéb katolikus, 15,8% felekezeten kívüli (34,9% nem válaszolt).

## Nevezetességei
A köztemető sarkában található a kis méretű, részben gondozott zsidó temető, benne a község kereskedő, iparos zsidó családjainak síremlékeivel. Itt áll Ignácz Mihály és felesége nagyméretű gránit oszlopos síremléke.
A falu központjában található katolikus templom, mely műemlék, s a mellette található régi iskolaépület – ma már meglehetősen romos állapotban.
A község parkja, melyben helyett kapott két emlékmű, melyeket a világháború kevermesi, hősi halottainak emlékére emeltek.
A falu régi piacterén álló a tiszti laktanya, mely egy ideig kollégiumként működött, ma a földszinti részen üzemi konyha, az emelete pedig kihasználatlan.
A szintén a piac téren található több évtizedes tölgyfák, melyek szerves részét képezik a falu történetének.
A Milleniumi Emlék Park.
A falu mellett található bányatavak a környéken igen népszerű horgászvizek.

### A kevermesi megalit
A Nemzeti Örökségvédelmi Központban vizsgálják az egyik legfurcsább magyarországi vésett követ. A kevermesi megalit néven ismertté vált követ Gyulától délre, a magyar-román határ közelében találták – írja a műemlékem.hu magazin.
„Szántás közben került elő Kevermes határában ez a nagyméretű, csaknem százhatvan centiméteres, vésett mintákkal díszített kő” – mondta el a műemlékem.hu magazinnak dr. Csornay Boldizsár, a Nemzeti Örökségvédelmi Központ igazgatója. „Mivel értékelhető lelőkörülményről nincs tudomásunk, egyelőre csupán feltételezéseink vannak arról, mikor készülhetett ez a tudományos elnevezésében megalitnak, azaz nagy méretű kőnek hívott emlék.”
A különös az, hogy a kövön megfigyelhető ábrázolásmóddal, illetve motívumkészlettel díszített tárgyakkal még nem találkoztak a kutatók a Kárpát-medencében. Az itt megjelenített motívumokra leginkább hasonlító vésetekre Nyugat-Európa Atlanti-óceáni partvidékén virágzó úgynevezett megalitikus kultúra emlékei közt lehet találni. Ennek igazolására a megalitikus kultúrának Stonhenge mellett a leghíresebb emlékhelyén, a bretagne-i partok mellett fekvő kis szigetén, Gavrinis-ban kiásott emlékeket (lásd balra) kell tanulmányozni, hogy összevethető párhuzamokra leljünk. A szigeten egy sírdomb belsejében, a sírkamrához vezető hosszú folyosó két oldalán embernagyságú reliefdíszes kövek sorozata áll. Köztük a hivatalos számozás szerinti 24. kő mintázata a kevermesi megalit motívumkészletét idézi, bár hozzá kell tenni, kissé más elrendezésben.
A gavrinis-i sírkamra köveinek kora ismert, a helyi újkőkor középső időszakára, Kr. e. 3500-3000 körülre keltezik a francia kutatók. Ez az időszak a Kárpát-medencében már a késő rézkori gödörsíros-kurgán jelenségek időszakára esik. De mielőtt határozott kijelentéseket tennének a kutatók, mindenek előtt arról kell meggyőződniük, hogy valóban őskori-e a kevermesi megalit. A tudományos etika ugyanis elvárja, hogy kizárják egy legújabb kori „tréfa” lehetőségét, csak azután gyártsanak elméleteket. Az eddigi laboreredmények biztatóak, azt mutatják, hogy eredeti darabbal állnak szemben, ugyanakkor számos kérdésre keresik még a választ.
Közülük is a legfontosabb, hogy a nyilvánvaló kapcsolat Kevermes és Gavrinis között hogyan magyarázható az irdatlan földrajzi távolság ellenére. További kérdés, hogy a Bretagne-i sírkamra és a hozzávezető út köveinek anyagtípusa eltérő a kevermesitől. Míg az előbbiek gránitból készültek, addig a magyarországi példány zöldpala. Bár ez még a hitelesség kérdését nem feltétlenül érinti, ugyanis nagy becsben tartották a zöld színű köveket a nyugat-európai megalitikus kultúrában is, hiszen számos nyakék és egyéb presztízstárgy készült belőlük. További érdekesség, hogy a kevermesi darab a gavrinis-i megalitok első fázisba tartozó csoportjára emlékeztet annyiban, hogy nem domborműves, hanem körvonalrajzos ábrázolásokat mutat, azzal a nagyon lényeges eltéréssel, hogy azoknál jóval kisebb léptékben, vagyis egyfajta miniatürizált felfogásban készült. A franciaországi egész köveket borító mintákhoz képest a magyarországi darabon mindössze 45×23 centiméteres részen látható ábrázolás. Ez egyben válasz lehet a távoli kapcsolat mikéntjére is.
Romlandó anyagra, például fakéregre vésett, értelemszerűen az eredetinél kisebb méretű mintákat hozhatott magával valaki a távoli Bretagne-ból, és azokat véste vagy vésette egy értékesnek tekintett helyi kőre az őskori megrendelő igénye szerint. Így érthetővé válik, hogy miért más a vésés technikája is. A Gavrinis-i vésetek ujjnyi szélesek, kőeszközzel, hosszas csiszolással alakították azokat ki, míg a kevermesiek pár milliméteresek. Minthogy az említett időszakban a Kárpát-medencében már használtak rézeszközöket, azok esetleges nyomai sem jelentik feltétlenül azt, hogy a darab nem az őskorban készült. További kutatás témája lesz annak kiderítése, hogy honnan való a kevermesi megalit, vagyis hol bányászták. Igen fontos kérdés, van-e abból a bányából, pontosabban ugyanabból a bányarétegből származó más ismert őskori tárgy. Ha mikroelem-analízissel találnak ilyet, máris további prehisztorikus kapcsolatokra derülhet fény.

## Gazdaság
- Kevermes volt a székhelye a Kevermes és Vidéke Takarékszövetkezetnek, amíg az 2016. szeptember 30-án be nem olvadt a Szarvas és Vidéke Takarékszövetkezetbe.

## Testvértelepülés
- Mácsa (Románia)